# Jakob Friedeborn
Jakob Friedeborn (* 17. November 1607 in Stettin; † 16. November 1676) war kurfürstlich brandenburgischer Staatssekretär.
Jakob Friedeborn war ein Sohn des Stettiner Ratssekretärs und späteren Bürgermeisters Paul Friedeborn (1572–1637) und der Anna Schlecker (1568–1649).  Er besuchte das Pädagogium in Stettin und das Joachimsthalsche Gymnasium in Berlin. 1628 studierte er an der Universität Leiden, 1630 an der Universität Oxford. 1633 wurde er Hauslehrer für Eduard von der Pfalz und Philipp von der Pfalz, die Söhne des Kurfürsten Friedrich V. Mit diesen reiste er von 1639 bis 1646 dreimal durch Frankreich und einmal durch Italien. Als Sekretär Eduards von der Pfalz versuchte er 1646 vergeblich, diesen von der Konversion zum Katholizismus und der katholischen Ehe mit Anna Gonzaga abzuhalten.
1646 trat er als Sekretär in Den Haag in den Dienst von Luise Henriette von Oranien, der ersten Frau des Kurfürsten Friedrich Wilhelm von Brandenburg. 1650 ernannte ihn Friedrich Wilhelm zum kurfürstlich brandenburgischen Geheimen Etats-Sekretär und betraute ihn mit den pommerschen Angelegenheiten.
Jakob Friedeborn übersetzte mehrere englische Schriften, unter anderem über die Psalmen, in die deutsche Sprache.
Er war der Vater des brandenburgisch-preußischen Hofrats und Geheimen Staatssekretärs Johann Jacob Friedeborn (1659–1710).